# William Gould Tomer
William Gould Tomer, född 1832, död 1896, notarie, lärare och tonsättare från USA. Han finns representerad i Frälsningsarméns sångbok 1990 med ett verk.

## Sånger
- Gud dig följe, tills vi möts igen (FA nr 683)